# Anàlisi de soroll blanc

Animació d'un gràfic de soroll blanc amb zoom continu cap a zero. El senyal és autosimilar, de manera que les propietats bàsiques romanen constants durant el zoom. L'animació es repeteix amb un factor d'escalat de 2. El gràfic utilitza un nombre finit de punts de mostreig, que s'afegeixen contínuament durant el zoom, per mantenir la densitat constant.

En teoria de la probabilitat, una branca de les matemàtiques, l'anàlisi del soroll blanc, també coneguda com a càlcul de Hida, és un marc per al càlcul de dimensió infinita i estocàstic, basat en l'espai de probabilitat del soroll blanc gaussià, que es compara amb el càlcul de Malliavin basat en el procés de Wiener. Va ser iniciat per Takeyuki Hida a les seves Notes de la Lectura Matemàtica Carleton de 1975.
El terme soroll blanc es va utilitzar per primera vegada per a senyals amb un espectre pla.

## Mesura de soroll blanc
La mesura de probabilitat del soroll blanc {\displaystyle \mu } a l'espai {\displaystyle S'(\mathbb {R} )} de distribucions temperades té la funció característica
{\displaystyle C(f)=\int _{S'(\mathbb {R} )}\exp \left(i\left\langle \omega ,f\right\rangle \right)\,d\mu (\omega )=\exp \left(-{\frac {1}{2}}\int _{\mathbb {R} }f^{2}(t)\,dt\right),\quad f\in S(\mathbb {R} ).}

### Moviment brownià en l'anàlisi del soroll blanc
Una versió del moviment brownià de Wiener {\displaystyle B(t)} s'obté mitjançant l'aparellament dual
{\displaystyle B(t)=\langle \omega ,1\!\!1_{[0,t)}\rangle ,}
on {\displaystyle 1\!\!1_{[0,t)}} és la funció indicadora de l'interval {\displaystyle [0,t)}. Informalment
{\displaystyle B(t)=\int _{0}^{t}\omega (t)\,dt}
i en un sentit generalitzat
{\displaystyle \omega (t)={\frac {dB(t)}{dt}}.}

## Espai de Hilbert
L'espai de Hilbert és fonamental per a l'anàlisi del soroll blanc.
{\displaystyle (L^{2}):=L^{2}\left(S'(\mathbb {R} ),\mu \right),}
generalitzant els espais de Hilbert {\displaystyle L^{2}(\mathbb {R} ^{n},e^{-{\frac {1}{2}}x^{2}}d^{n}x)} a una dimensió infinita.
Polinomis de Wick
Una base ortonormal en aquest espai de Hilbert, generalitzant la dels polinomis d'Hermite, ve donada pels anomenats polinomis "de Wick" o "d'ordenació normal". {\displaystyle \left\langle {:\omega ^{n}:},f_{n}\right\rangle } amb {\displaystyle {:\omega ^{n}:}\in S'(\mathbb {R} ^{n})} i {\displaystyle f_{n}\in S(\mathbb {R} ^{n})}
amb normalització
{\displaystyle \int _{S'(\mathbb {R} )}\left\langle :\omega ^{n}:,f_{n}\right\rangle ^{2}\,d\mu (\omega )=n!\int f_{n}^{2}(x_{1},\ldots ,x_{n})\,d^{n}x,}
que implica l'isomorfisme d'Itô-Segal-Wiener de l'espai de Hilbert de soroll blanc {\displaystyle (L^{2})} amb espai de Fock:
{\displaystyle L^{2}\left(S'(\mathbb {R} ),\mu \right)\simeq \bigoplus \limits _{n=0}^{\infty }\operatorname {Sym} L^{2}(\mathbb {R} ^{n},n!\,d^{n}x).}
L'"expansió del caos"
{\displaystyle \varphi (\omega )=\sum _{n}\left\langle :\omega ^{n}:,f_{n}\right\rangle }
en termes de polinomis de Wick corresponen a l'expansió en termes de múltiples integrals de Wiener. Martingales brownianes {\displaystyle M_{t}(\omega )} es caracteritzen per funcions del nucli {\displaystyle f_{n}} depenent de {\displaystyle t} només un "tall":
{\displaystyle f_{n}(x_{1},\ldots ,x_{n};t)={\begin{cases}f_{n}(x_{1},\ldots ,x_{n})&{\text{si }}ix_{i}\leq t,\\0&{\text{altrament}}.\end{cases}}}
Triples de Gelfand
Restriccions adequades de la funció del nucli {\displaystyle \varphi _{n}} ser suau i disminuir ràpidament {\displaystyle x} i {\displaystyle n} donen lloc a espais de funcions de prova de soroll blanc {\displaystyle \varphi }, i, per dualitat, a espais de funcions generalitzades {\displaystyle \Psi } de soroll blanc, amb
{\displaystyle \left\langle \!\left\langle \Psi ,\varphi \right\rangle \!\right\rangle :=\sum _{n}n!\left\langle \psi _{n},\varphi _{n}\right\rangle }
generalitzant el producte escalar en {\displaystyle (L^{2})}. Exemples són el triplet de Hida, amb
{\displaystyle \varphi \in (S)\subset (L^{2})\subset (S)^{\ast }\ni \Psi }
o els triplets de Kondratiev més generals

## Transformades T i S
Ús de les funcions de prova de soroll blanc
{\displaystyle \varphi _{f}(\omega ):=\exp \left(i\left\langle \omega ,f\right\rangle \right)\in (S),\quad f\in S(\mathbb {R} )}
s'introdueix la "transformada T" de les distribucions de soroll blanc {\displaystyle \Psi } establint
{\displaystyle T\Psi (f):=\left\langle \!\left\langle \Psi ,\varphi _{f}\right\rangle \!\right\rangle .}
Així mateix, utilitzant
{\displaystyle \phi _{f}(\omega ):=\exp \left(-{\frac {1}{2}}\int f^{2}(t)\,dt\right)\exp \left(-\left\langle \omega ,f\right\rangle \right)\in (S)}
es defineix la "transformada S" de les distribucions de soroll blanc {\displaystyle \Psi } per
{\displaystyle S\Psi (f):=\left\langle \!\left\langle \Psi ,\phi _{f}\right\rangle \!\right\rangle ,\quad f\in S(\mathbb {R} ).}
Cal destacar que per a funcions generalitzades {\displaystyle \Psi }, la transformada S és just
{\displaystyle S\Psi (f)=\sum n!\left\langle \psi _{n},f^{\otimes n}\right\rangle .}
Depenent de l'elecció del triplet de Gelfand, les funcions i distribucions de la prova de soroll blanc es caracteritzen per les propietats de creixement i analiticitat corresponents de les seves transformades S o T.

## Integrals estocàstiques
Una integral estocàstica, la integral d'Hitsuda-Skorokhod, es pot definir per a famílies adequades {\displaystyle \Psi (t)} de distribucions de soroll blanc com a integral de Pettis
{\displaystyle \int \partial _{t}^{\ast }\Psi (t)\,dt\in (S)^{\ast },}
generalitzant la integral d'Itô més enllà dels integrands adaptats.

## Aplicacions
En termes generals, hi ha dues característiques de l'anàlisi del soroll blanc que han estat destacades en les aplicacions.
En primer lloc, el soroll blanc és un procés estocàstic generalitzat amb valors independents en cada moment. Per tant, juga el paper d'un sistema generalitzat de coordenades independents, en el sentit que en diversos contextos ha estat fructífer expressar processos més generals que es produeixen, per exemple, en enginyeria o finances matemàtiques, en termes de soroll blanc.
En segon lloc, el teorema de caracterització donat anteriorment permet identificar diverses expressions heurístiques com a funcions generalitzades del soroll blanc. Això és particularment eficaç per atribuir un significat matemàtic ben definit a les anomenades "integrals funcionals". Les integrals de Feynman, en particular, han rebut un significat rigorós per a grans classes de models dinàmics quàntics.
Les extensions no commutatives de la teoria han crescut sota el nom de soroll blanc quàntic i, finalment, la invariància rotacional de la funció característica del soroll blanc proporciona un marc per a representacions de grups de rotació de dimensions infinites.